# The Monument (Rapid City)
The Monument (Rushmore Plaza Civic Center jusqu'en 2021) est une salle omnisports située à Rapid City, dans l'État du Dakota du Sud aux États-Unis.

## Historique
Le Rushmore Plaza Civic Center ouvre ses portes le 19 juin 1977. Un concert d'Elvis Presley le 21 juin 1977 (soit deux mois avant son décès) fait office d'inauguration d'ouverture.
En mars 2015, les habitants de la ville votent contre un plan d'expansion du Rushmore Plaza Civic Center estimé à $180 millions. En novembre 2019, le conseil d'administration annonce que le bâtiment sera renommé The Monument dès 2021. Le nouveau nom est officiellement adopté fin juin 2021. Le centre a fermé au public le 23 mars 2020 à la suite des mesures sanitaires prises dans le cadre de la propagation du covid-19, et 41 employés ont perdu leur emploi deux mois plus tard.

## Configuration
En configuration aréna, sa capacité est de 5 132 places. Elle passe à 6 200 places pour les matches de basket-ball et peut être portée à 7 000 places lors des concerts.

## Équipes résidentes
Depuis 2008, les Rush de Rapid City, équipe de hockey sur glace qui évolue en ECHL est le club résident.